# Lophoptera lucida
Lophoptera lucida là một loài bướm đêm trong họ Noctuidae.